# L'ultimo fiore/Notte, notte
L'ultimo fiore/Notte, notte è il primo singolo del gruppo musicale e cabarettistico italiano I Gatti di Vicolo Miracoli, pubblicato nel settembre 1971 da Variety.

## Descrizione
Il singolo, prodotto da Ezio Leoni e registrato allo Studio Play-Co, è stato pubblicato dalla casa discografica Variety in formato 7" a 45 giri con numero di catalogo FNP-NP 10172. Il disco segna il debutto discografico assoluto del gruppo cabarettistico de I Gatti di Vicolo Miracoli nella sua prima formazione capeggiata da Gianandrea Gazzola e con Spray Mallaby, Umberto Smaila, Nini Salerno e Jerry Calà, ma momentaneamente priva di Franco Oppini, che vi rientrerà in seguito.
Per la copertina del disco viene utilizzata una fotografia scattata al gruppo da Oliviero Toscani, originalmente per un servizio di Vogue.
La titletrack, L'ultimo fiore, composta da Gianandrea Gazzola, verrà successivamente inclusa nel primo album del gruppo dell'anno successivo, I Gatti di Vicolo Miracoli. La canzone è stata proposta dal gruppo anche in un videoclip trasmesso da TV Koper-Capodistria/RTV Slovenija a colori nel 1972.
Il retro, Notte, notte, è una cover del brano ebraico Layla Layla, composto nel 1948 da Mordechai Zeira e Nathan Altermann e cantato tra gli altri da Harry Belafonte. Il testo della versione italiana è opera di Sandro Tuminelli e il brano non verrà incluso nell'album del 1972 né in nessuna raccolta successiva, rimanendo disponibile solamente in questo formato di cui non esistono ristampe.

## Tracce
Lato A
1. L'ultimo fiore – 3:50 (Gianandrea Gazzola; edizioni musicali Rifi Music)

Lato B
1. Notte, notte (Layla Layla) – 2:41 (testo: Sandro Tuminelli – musica: Mordechai Zeira, Nathan Altermann; edizioni musicali Tarbuth Vehinuch)

## Crediti

### Formazione
- Gianandrea Gazzola - voce
- Spray Mallaby - voce, flauto
- Umberto Smaila - voce
- Jerry Calà - voce
- Nini Salerno - voce

### Personale tecnico
- Oliviero Toscani - fotografia